# Orella (APD-27)

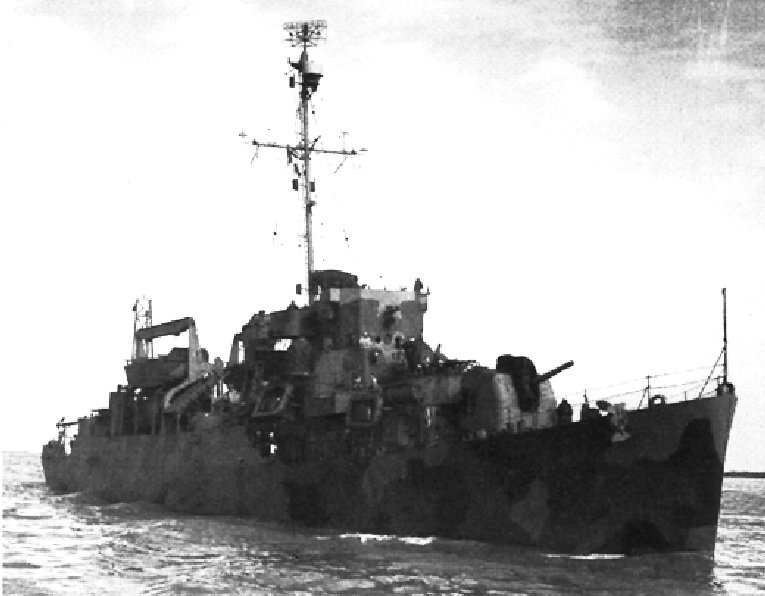
United States Navy high-speed transport USS Jack C. Robinson (APD-72).

El destructor transporte Orella APD-27 fue un destructor transporte rápido de la clase Crosley construido para la Armada de los Estados Unidos en 1944 y vendido al gobierno de Chile en 1966.
En la Armada de los Estados Unidos fue bautizado como Jack C. Robinson APD-72 y al entrar en servicio en 1945, durante la Segunda Guerra Mundial, fue asignado al teatro de operaciones Asia-Pacífico haciéndose acreedor a una estrella de combate.

## Características
Durante ambas guerras mundiales los Estados Unidos y sus aliados se vieron enfrentados al reto de los submarinos alemanes cuya efectividad amenazó con cerrar las rutas marítimas del Atlántico poniendo en peligro el esfuerzo de la guerra en Europa. En un primer momento las naves con capacidad antisubmarina no estuvieron disponibles en número suficiente para luchar contra esa amenaza. La batalla del Atlántico fue ganada por los países aliados en forma decisiva con la llegada de los especializados destructores escolta y la formación de los Grupos de Tarea que estos realizaron con portaaviones pequeños que en los dos últimos años de la Segunda Guerra Mundial prácticamente eliminaron el peligro submarino alemán.
La evolución del diseño del destructor escolta se remonta a 1939 cuando se establecieron las características básicas de los buques que podrían ser construidos rápidamente y en grandes cantidades sin interferir la producción de maquinaria y armamento para otros tipos de naves. Durante un período de 19 meses a partir de noviembre de 1941 la Armada de los EE. UU. colocó órdenes de construcción por 1.005 destructores escolta pero en mayo de 1943 se dieron cuenta de que esa cantidad era muy superior a las necesarias debido al éxito que estaban consiguiendo en la guerra antisubmarina en el Atlántico por lo que comenzaron a cancelar pedidos. También en esa época, después de la batalla de Guadalcanal, vieron la necesidad de contar con buques para trasladar rápidamente y desembarcar tropas disponiendo la reclasificación de varios destructores escoltas en transportes rápidos de personal APD. Esta modificación consistió principalmente en cambiar los 3 montajes de 3"/50 por 1 de 5"/38, instalarle cuatro barcazas de desembarco y proporcionarle habitabilidad para 12 oficiales y 150 hombres de tropa con su equipo.
Jack C. Robinson fue lanzado al agua el 8 de enero de 1944 como destructor escolta DE-671 en el astillero Dravo Corp. Neville Island, Pittsburgh, PA. trasladado a Orange, TX. para ser modificado como transporte rápido siendo reclasificado como APD-72 con fecha 27 de junio de 1944 y puesto en servicio activo el 2 de febrero de 1945 en el astillero Consolidated Steel Corp., Orange, TX. Su desplazamiento a plena carga era 1.422 toneladas, eslora de 93 metros, manga de 11,23 metros y calado de 4,11 metros. Desarrollaba una velocidad máxima de 24 nudos. Su armamento consistía en 1 montaje simple de 5"/38 doble propósito, 6 ametralladoras de 40 mm., 6 ametralladoras de 20 mm. y 2 rieles deslizadores para bombas de profundidad. Su dotación era de 181 hombres.

## Servicio en la US Navy

### Durante la Segunda Guerra Mundial
1945
Después de un entrenamiento en el Caribe zarpó el 31 de marzo de 1945 para unirse a la Flota del Pacífico, arribando a San Diego el 14 de abril. Diez días después arribó en Pearl Harbor donde inició un entrenamiento intensivo. Recaló en Uliti el 21 de mayo y participó como buque escolta de los convoyes que llevan masivos aprovisionamientos entre las áreas de acopio y las de vanguardia. En junio se trasladó a Okinawa efectuando patrullaje antisubmarino y zarpando el 17 de julio hacia las Filipinas donde efectuó la idéntica tarea.
Recibió una estrellas de combate en reconocimiento de su actuación en el conflicto mundial.

### Período posguerra mundial
1946-1966
Finalizada la guerra en el Pacífico realizó tareas de patrullaje en apoyo de la ocupación aliada de Japón regresando a Norfolk a comienzos de 1946 vía canal de Panamá. Luego de efectuar ejercicios en el Caribe regresó a Brooklyn el 24 de mayo de 1946 donde fue sometido a reparaciones. Fue remolcado a Green Cove Springs, Fla. donde arribó el 30 de octubre de 1946 y fue puesto fuera de servicio con fecha 13 de diciembre de 1946 ingresando a la Flota de Reserva del Atlántico en Orange, Texas.
El 1 de diciembre de 1966 fue vendido a Chile bajo los términos del Programa de Ayuda Militar, PAM.

## Servicio en la Armada de Chile
1966-1984
Adquirido por el gobierno de Chile con fecha 15 de agosto de 1966, se integró a la Armada con el nombre de Destructor transporte Orella, APD-27 llegando a Chile el 23 de mayo de 1967.
Con fecha 13 de octubre de 1984 fue reclasificado como Pontón YON-148.